# Michael Branik
Michael Branik (* 20. Februar 1953 in McKeesport, Vereinigte Staaten) ist ein ehemaliger deutscher Hörfunk-Redakteur und -Moderator.

## Leben
Michael Branik verbrachte die ersten zwei Jahre seines Lebens mit dem US-amerikanischen Vater und der deutschen Mutter in seiner Geburtsstadt McKeesport im US-Bundesstaat Pennsylvania. 1956 ging er mit seiner Mutter nach Bad Mergentheim zu den Großeltern, die aus Breslau stammen. Später zog er nach Igersheim. Bereits in seiner Schulzeit spielte er in der Band Rocky Boys. Nach dem Abitur am Deutschorden-Gymnasium Bad Mergentheim studierte Branik Betriebswirtschaftslehre an der Fachhochschule Heilbronn. Zeitgleich arbeitete er als DJ im Country-Club Boxberg-Bobstadt.
1978 kam er über einen Moderatorenwettbewerb zum Süddeutschen Rundfunk. Zunächst arbeitete er als Redakteur und Moderator bei SDR3, danach wechselte er zu SDR1. In dieser Zeit moderierte er Modenschauen, Konzertveranstaltungen und Gesangswettbewerbe.
Ab 1998 war Branik Sprecher bei SWR4 Baden-Württemberg. Er moderierte die Superwunschmelodie und den SWR4 Hit-Marathon, außerdem das Bühnenprogramm von Tour de Ländle, SWR4 Fest und SWR4 Blechduell. Darüber hinaus war er viele Jahre für die Moderation des Landespresseballs verantwortlich.
Branik war zeitweise Programmpräsentator in der ARD und moderierte im regionalen Vorabendprogramm. Er war viele Jahre Moderator der Turngala und der Schlagernacht in München, Stuttgart und Mannheim. Außerdem führte er bei Veranstaltungen zu Gesundheitsthemen – wie Diabetikertag und Schmerztag – durch den Abend.
Große Resonanz erfuhr er als Hobbykoch im Programm von SWR4 Baden-Württemberg in seiner Rubrik Branik kocht, in der er vor allem landestypische Gerichte präsentierte. Seine Bücher, die er mit Rezepten der SWR4-Hörer auf den Markt brachte, landeten auf den Bestsellerlisten.
2004 hatte Michael Branik einen Gastauftritt in der Sendung Wetten, dass..?. 2015 trat Michael Branik in einer kleinen Rolle in der Lindenstraße auf.
2018 erlitt er kurz vor dem Ruhestand in seinem Urlaubsort einen Schlaganfall, wobei er die Sprache verlor. Nach genau 40 Jahren Moderation im Stuttgarter Funkhaus war er nicht mehr am Mikrofon zu hören.
Michael Branik gehörte zu den beliebtesten Moderatoren von SWR4 Baden-Württemberg. Er lebt in Stuttgart mit seinem Ehemann.

## Veröffentlichungen
- Süßer Südwesten. Fruchtige Köstlichkeiten aus dem Beerenland Baden-Württemberg. Silberburg Verlag, Tübingen 2019, ISBN 978-3-8425-1226-9
- Knuspriger Südwesten. Köstliche Rezepte rund ums Brot aus baden-württembergischen Küchen. Silberburg Verlag, Tübingen 2017, ISBN 978-3-8425-2008-0
- Frischer Südwesten. Knackige Köstlichkeiten aus dem Gemüsegarten. Silberburg Verlag, Tübingen 2015, ISBN 978-3-8425-1377-8

## Hörspiele (Auswahl)
- 1982: Don Haworth: Die letzten Abenteuer von Walter Enderby, Autonarr und Frauenheld – Regie: Otto Düben (Original-Hörspiel – SDR)
- 1982: Maurice Roland, André Picot: Aus Studio 13: Ein bißchen Nitroglycerin (Zollbeamter) – Regie: Dieter Eppler (Originalhörspiel, Kriminalhörspiel – SDR)
- 1984: John Owen, James Parkinson: Aus Studio 13: Lebenslänglich (Discjockey) – Regie: Günther Sauer (Originalhörspiel, Kriminalhörspiel – SDR)